# Port Phillip
Port Phillip ist eine große Bucht an der Südküste Australiens, an der die Metropole Melbourne (Victoria) liegt.

## Geschichte
Port Phillip entstand vor etwa 10.000 Jahren am Ende der letzten Eiszeit als der Meeresspiegel wieder anzusteigen begann. Das Tal des Yarra River wurde überflutet und ist heute die östliche Bucht von Port Phillip. Bereits vor Entstehung der Bucht vor 20.000 Jahren (nach einigen Quellen vor 40.000 Jahren) besiedelten Aborigine-Völker das umliegende Gebiet.
Die ersten Europäer, die nach Port Phillip gelangten, war die Besatzung der Lady Nelson, die unter dem Kommando des Australienforschers John Murray die Bucht am 15. Februar 1802 entdeckte. Murray nannte die Bucht Port King nach dem damaligen Gouverneur von New South Wales Philip Gidley King. Der Gouverneur wiederum benannte die Bucht in Port Phillip um, zum Gedenken an seinen Vorgänger Arthur Phillip.
Etwa 10 Wochen nach Murrays Sichtung der Bucht fand Matthew Flinders samt der Besatzung der Investigator die Zufahrt zur Bucht. Matthew Flinders war nicht bekannt, dass Murray schon an Ort und Stelle war.
Aufgrund der Berichte Murrays und Flinders entsandte Gouverneur Philip Gidley King Lieutenant Charles Robbins mit dem Schiff Cumberland zur vollständigen Erforschung der Bucht. Das Besatzungsmitglied Charles Grimes wanderte als erster Europäer die Bucht entlang und entdeckte am 2. Februar 1803 die Mündung des Yarra.
King beschloss die Errichtung einer Strafkolonie in Port Phillip. Im Oktober 1803 legte eine Gruppe um Lieutenant Colonel David Collins, die aus 400 Leuten bestand, an und gründete die Siedlung Hobart. Diese Stelle befindet sich auf der Mornington-Halbinsel im heutigen Melbourner Stadtteil Sorrento. Wegen des Mangels an frischem Wasser und Nutzholz wurde diese erste europäische Siedlung in Victoria im Mai 1804 wieder aufgegeben. Collins segelte mit seinen Leuten nach Tasmanien, wo sie die heutige Hauptstadt Hobart gründeten.
Ein Sträfling namens William Buckley konnte mit einem gestohlenen Kanu der Strafkolonie entfliehen. Er bewohnte eine Höhle nahe Point Lonsdale auf der Westseite der Einfahrt der Bucht („The Rip“).
Das Gebiet um Port Phillip blieb bis 1835 unbewohnt. Dann gründeten Siedler aus Tasmanien unter Führung von John Batman und John Pascoe Fawkner, die als Kinder in der Siedlung „Hobart“ an der Port-Phillip-Bucht gewohnt hatten, am Unterlauf des Yarra Melbourne. John Batman begegnete William Buckley, der bei den Gesprächen und Verhandlungen mit den Aborigines hilfreich war.
1838 wurde Geelong gegründet und zum Haupthafen der ständig wachsenden Wollindustrie der westlichen Sumpfgebiete. Geelong blieb die führende Siedlung in der Bucht, bis 1851 der Goldrausch Melbourne durch dessen größere Nähe zu den Fundorten einen entscheidenden Vorteil verschaffte und zur bedeutendsten Stadt Victorias machte. Als Konsequenz der Jervois-Scratchley Berichte von 1877 über die Verteidigung der australischen Kolonien entstanden ab 1888 Befestigungsanlagen an den Einfahrten zu den größeren Häfen in Australien, so Fort Nepean und Fort Pearce in Port Phillip Bay. Fort Nepean soll den ersten Schuss auf britischer Seite im Ersten Weltkrieg abgegeben haben, als es den aus Melbourne auslaufenden deutschen Frachter Pfalz des Norddeutschen Lloyd stoppte.
Entlang der südöstlichen Küste der Stadt entstanden allmählich die Vororte St Kilda und Brighton, weiter südlich die Orte Sorrento und Portsea. Das sumpfigere Ufer des westlichen Teils der Bucht war nicht so beliebt. Deshalb entstanden in dieser Gegend so gut wie keine Wohnviertel. Ein Stützpunkt der Royal Australian Air Force, Point Cook sowie die Werribee Sewage Farm befinden sich in diesem Gebiet. In den letzten zwanzig Jahren wuchs die Bevölkerung entlang der westlichen Seite der Bucht schneller an.

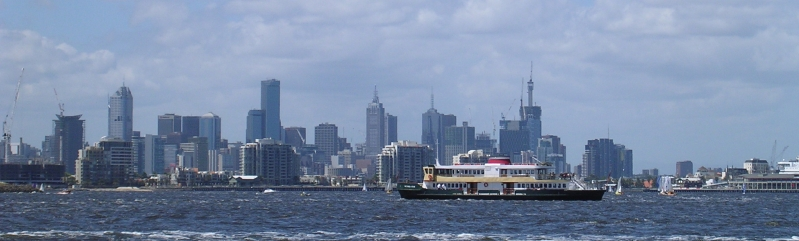
Melbourne-Skyline (etwa 2005) von Hobson’s Bay aus